# Charleswood (circonscription électorale)
Pour les articles homonymes, voir Charleswood.
Circonscription électorale provinciale du Canada
Charleswood est une ancienne circonscription électorale provinciale du Manitoba (Canada). Cette circonscription du sud-ouest de Winnipeg a été représentée à l'Assemblée législative de 1969 à 2019.
Les circonscriptions limitrophes étaient Tuxedo et Fort Whyte à l'est, Kirkfield Park au nord et Morris à l'ouest et au sud.

## Liste des députés
| Charleswood | Charleswood   | Charleswood               | Charleswood | Charleswood | Charleswood |
| Nom         | Nom           | Parti                     | Mandat      | Législature |             |
| ----------- | ------------- | ------------------------- | ----------- | ----------- | ----------- |
|             | Arthur Moug   | Progressiste-conservateur | 1969 - 1973 | 29e         |             |
|             | Arthur Moug   | Progressiste-conservateur | 1973 - 1977 | 30e         |             |
|             | Sterling Lyon | Progressiste-conservateur | 1977 - 1981 | 31e         |             |
|             | Sterling Lyon | Progressiste-conservateur | 1981 - 1986 | 32e         |             |
|             | Jim Ernst     | Progressiste-conservateur | 1986 - 1988 | 33e         |             |
|             | Jim Ernst     | Progressiste-conservateur | 1988 - 1990 | 34e         |             |
|             | Jim Ernst     | Progressiste-conservateur | 1990 - 1995 | 35e         |             |
|             | Jim Ernst     | Progressiste-conservateur | 1995 - 1998 | 36e         |             |
|             | Myrna Dredger | Progressiste-conservateur | 1998 - 1999 | 36e         |             |
|             | Myrna Dredger | Progressiste-conservateur | 1999 - 2003 | 37e         |             |
|             | Myrna Dredger | Progressiste-conservateur | 2003 - 2007 | 38e         |             |
|             | Myrna Dredger | Progressiste-conservateur | 2007 - 2011 | 39e         |             |
|             | Myrna Dredger | Progressiste-conservateur | 2011 - 2016 | 40e         |             |
|             | Myrna Dredger | Progressiste-conservateur | 2016 - 2019 | 41e         |             |